# Robert H. Goddard
Robert Hutchings Goddard n. 5 octombrie 1882, Worcester, Massachusetts, SUA – d. 10 august 1945, Baltimore, Maryland, SUA a fost un proeminent savant american, unul dintre pionierii rachetelor moderne.

## Biografie
S-a născut la 5 octombrie 1882 în orașul Worcester, Massachusetts. Încă din tinerețe, la vârsta de 16 ani, după ce a citit romanul lui Wells „Războiul lumilor”, a devenit interesat de cercetarea spațială.

## Carieră
În 1914 a patentat două brevete ale unor rachete. Primul, brevetul US 1102653 descrie o rachetă cu mai multe etape. Al doilea, brevetul US 1103503, descrie o rachetă care funcționează pe benzină și oxid de azot lichid.
În 1911 a lucrat la Universitatea Clark, unde a investigat impactul undelor radio asupra izolatorilor. Pe baza acestui studiu a inventat redresorul în vid pe care l-a brevetat la 2 noiembrie 1915 (US Brevet 1159209).
Goddard a lansat prima sa rachetă (numită „Nell”) cu combustibil lichid la 16 martie 1926 în Auburn.
Goddard a mai avut ideea unui lansator de rachete, primul model american de Bazooka (lansator de grenade propulsate de rachete) fiind inspirat din munca sa.